# قائمة الأفلام المصرية سنة 1960
هذه قائمة بالأفلام المصرية لسنة 1960 مرتبة أبجديا

## 1960
- عنتر بن شداد
- لقمة العيش
- أبو أحمد
- إشاعة حب
- البنات والصيف
- الرباط المقدس
- الفانوس السحري
- المراهقات
- بداية ونهاية
- حلاق السيدات
- سكر هانم
- نهر الحب
- إسماعيل يس في السجن
- لحن السعاده
- إني أتهم
- حب حتى العبادة
- مال ونساء
- حبي الوحيد
- قيس وليلى
- العاشقة